# Herbert Gense
Herbert Gense, russisch Герберт Иванович Гензе, transkribiert Gerbert Iwanowitsch Gense, (* 18. Maijul. / 31. Mai 1904greg. in Saratow, Russisches Kaiserreich; † 4. Juni 1998 in Deutschland) war ein russischer Genetiker und Selektionsforscher.

## Leben
Die Familie gehörte zur deutschen Minderheit im Russischen Reich. In Saratow an der Wolga besaß sie ein großes Gut. Bereits in den Kinderjahren pflegte Genses Vater Kontakt zum russischen Pflanzenzüchter Iwan W. Mitschurin. Herbert Gense schloss in seiner Heimatstadt eine landwirtschaftliche Hochschule ab, war sowohl der deutschen als auch der französischen Sprache mächtig. Als 18-Jähriger begann er auf den Versuchsfelder der landwirtschaftlichen Station in Saratow zu arbeiten und lernte bald den hochangesehenen Genetiker und Botaniker Nikolai I. Wawilow kennen, welcher ihn in die Lehre der Genetik einführte.
Nach dem Großen Vaterländischen Krieg zog Gense in die sibirische Stadt Omsk. Er leitete von 1965 bis 1993 die Arbeiten im sogenannten Dendrogarten, der 1938 gegründet worden war. Herbert Gense beschäftigte sich mit Nadelbäumen, insbesondere aber mit der Blau-Fichte. Für seine eigens kreierte Fichte (Wunderfichte), die eine teils grüne und teils blaue Färbung aufwies, erhielt er im Jahre 1989 in Erfurt (IGA) die goldene Medaille der Anerkennung. Des Weiteren erschienen durch seine Genetikforschung pyramidale Silber-Pappeln (Genze's Pappeln, auch: Wawilow's Gedächtnis). Noch heute findet man seine Pflanzenkreationen in Omsk und anderen Orten seines Wirkens.
| Personendaten    | Personendaten                                                  |
| ---------------- | -------------------------------------------------------------- |
| NAME             | Gense, Herbert                                                 |
| ALTERNATIVNAMEN  | Gense, Gerbert Iwanowitsch; Гензе, Герберт Иванович (russisch) |
| KURZBESCHREIBUNG | russischer Genetiker und Selektionsforscher                    |
| GEBURTSDATUM     | 31. Mai 1904                                                   |
| GEBURTSORT       | Saratow, Russisches Kaiserreich                                |
| STERBEDATUM      | 4. Juni 1998                                                   |
| STERBEORT        | Deutschland                                                    |